# دانيلو بيتروفيتش
دانيلو بيتروفيتش (بالصربية: Данило Петровић)‏ هو لاعب كرة مضرب صربي، ولد في 24 يناير 1992 في بلغراد في صربيا.

## وصلات خارجية
- دانيلو بيتروفيتش على موقع رابطة محترفي التنس (الإنجليزية)
- دانيلو بيتروفيتش على موقع الاتحاد الدولي لكرة المضرب (الإنجليزية)
- دانيلو بيتروفيتش على موقع كأس ديفيز (الإنجليزية)
- دانيلو بيتروفيتش على موقع خلاصة التنس.كوم (الإنجليزية)
- دانيلو بيتروفيتش على موقع إي إس بي إن.كوم (الإنجليزية)